# Třída Almirante Lynch (1890)
Třída Almirante Lynch byla lodní třída torpédových dělových člunů chilského námořnictva. Dvě jednotky této třídy byly postaveny ve Velké Británii. Ve službě byly v letech 1890–1919.

## Pozadí vzniku
Chile objednalo stavbu dvou jednotek této třídy u britské loděnice Cammell Laird v Birkenheadu. Do služby byly přijaty roku 1890.
Jednotky třídy Almirante Lynch:
| Jméno             | Založení kýlu | Spuštěna | Dodání | Poznámky                              |
| ----------------- | ------------- | -------- | ------ | ------------------------------------- |
| Almirante Lynch   | 1889          | 1890     | 1890   | Od roku 1910 Tomé. Vyřazen 1919.      |
| Almirante Condell | 1889          | 1890     | 1890   | Od roku 1910 Alcahuano. Vyřazen 1919. |

## Konstrukce

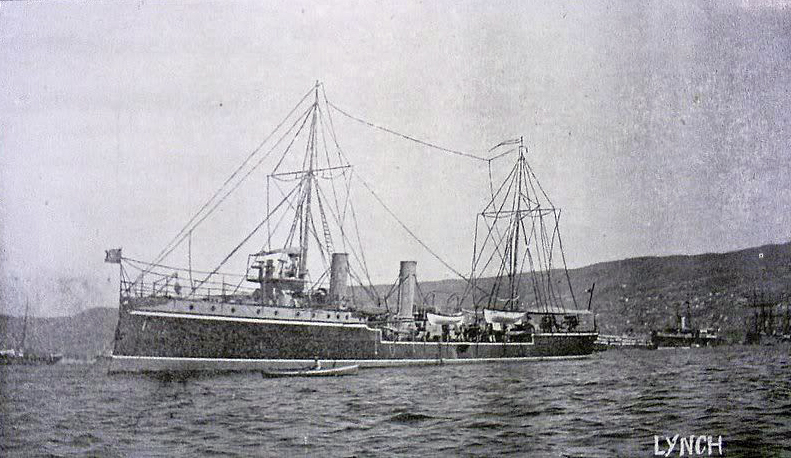
Almirante Lynch

Pohonný systém a můstek chránilo lehké pancéřování. Trup byl opatřen klounem. Výzbroj tvořily tři 76mm kanóny Armstrong, čtyři 47mm kanóny Hotchkiss a pět 356mm torpédometů. Jeden torpédomet byl pevný příďový a čtyři další byly po jednom lafetovány na obou bocích. Pohonný systém tvořily čtyři kotle a dva parní stroje s trojnásobnou expanzí o výkonu 4532 ihp (sesterská loď Almirante Condell 4275 ihp), pohánějící dva lodní šrouby. Nejvyšší rychlost dosahovala 20,3 uzlu (Almirante Condell 20,6 uzlu).

### Modifikace
Roku 1900 plavidla prošla generálkou při které byly instalovány nové vodotrubní kotle Belleville. Původní hlavňovou výzbroj nahradilo šest 57mm kanónů Vickers.

## Služba
Oba čluny se na straně vzbouřenců zapojily do chilské občanské války. Dne 23. dubna 1891 svými torpédy potopily chilskou bitevní loď třídy Cochrane Blanco Encalada.